# 日本国憲法第3条
日本国憲法 第3条（にほんこく（にっぽんこく）けんぽう だい3じょう）は、日本国憲法の第1章「天皇」にある条文の一つ。天皇の国事行為に対する内閣の助言と承認について規定する。

## 条文
日本国憲法 - e-Gov法令検索

第三条天皇の国事に関するすべての行為には、内閣の助言と承認を必要とし、内閣が、その責任を負ふ。

## 解説
本条は、日本国憲法第1条に基づき天皇の地位が象徴とされたことから、天皇が行う行為については内閣が責任を負うものとし、そのために天皇の国事行為が内閣の助言と承認に基づいてなされるべきものであることを明らかにした。天皇が国政に関する権能を有さず、国事行為のみを行うものと規定する第4条とともに象徴天皇制の柱となる規定である。国事行為については、第7条に規定されている。
国事行為に関する「内閣の助言と承認」とは明治憲法にもあった「大臣責任制」を表したものとされる。
大日本帝国憲法には、内閣について規定する条項ではなく、第55条において、国務大臣が天皇を輔弼する責任を負う旨のみ規定されていた。
これは明治憲法においても天皇の大権行使は国務大臣の副署がないと無効ということであり、天皇の恣意的、個人的意思行為が排除されるという趣旨の規定であり、国務大臣の責任を明らかにするという大臣責任制の規定であった。学校教育において明治憲法が天皇絶対主義という理解がされているのは講座派の影響である。
苫米地事件の判決（昭和35年6月8日最高裁大法廷 ）に見られるように規定される天皇の「国事に関する行為」には極めて政治性の高い国家統治の基本に関する行為が含まれている。

## 沿革

### 大日本帝国憲法
東京法律研究会 p.6/11

第三條
天皇ハ神聖ニシテ侵スヘカラス
第四條
天皇ハ國ノ元首ニシテ統治權ヲ總攬シ此ノ憲法ノ條規ニ依リ之ヲ行フ
第五十五條
國務各大臣ハ天皇ヲ輔弼シ其ノ責ニ任ス
凡テ法律勅令其ノ他國務ニ關ル詔勅ハ國務大臣ノ副署ヲ要ス

### 憲法改正要綱
「憲法改正要綱」、国立国会図書館「日本国憲法の誕生」。

二十第五十五条第一項ノ規定ヲ改メ国務各大臣ハ天皇ヲ輔弼シ帝国議会ニ対シテ其ノ責ニ任スルモノトシ且軍ノ統帥ニ付亦同シキ旨ヲ明記スルコト
二十二国務各大臣ヲ以テ内閣ヲ組織スル旨及内閣ノ官制ハ法律ヲ以テ之ヲ定ムル旨ノ規定ヲ設クルコト

### マッカーサー三原則（マッカーサー・ノート）
マッカーサー3原則（「マッカーサーノート」） 1946年2月3日、国立国会図書館「日本国憲法の誕生」。
訳文は、「高柳賢三ほか編著『日本国憲法制定の過程：連合国総司令部側の記録による I』有斐閣、1972年、99頁」を参照。

1.天皇は国家の元首の地位にある。皇位は世襲される。天皇の職務および権能は、憲法に基づき行使され、憲法に表明された国民の基本的意思に応えるものとする。

Emperor is at the head of the state.His succession is dynastic.His duties and powers will be exercised in accordance with the Constitution and responsive to the basic will of the people as provided therein.

### GHQ草案
「GHQ草案」、国立国会図書館「日本国憲法の誕生」。

#### 日本語
第三条
 :国事ニ関スル皇帝ノ一切ノ行為ニハ内閣ノ輔弼及協賛ヲ要ス而シテ内閣ハ之カ責任ヲ負フヘシ
  :皇帝ハ此ノ憲法ノ規定スル国家ノ機能ヲノミ行フヘシ彼ハ政治上ノ権限ヲ有セス又之ヲ把握シ又ハ賦与セラルルコト無カルヘシ
  :皇帝ハ其ノ機能ヲ法律ノ定ムル所ニ従ヒ委任スルコトヲ得

#### 英語
Article III.
The advice and consent of the Cabinet shall be required for all acts of the Emperor in matters of state, and the Cabinet shall be responsible therefor.
The Emperor shall perform only such state functions as are provided for in this Constitution. He shall have no governmental powers, nor shall he assume nor be granted such powers.
The Emperor may delegate his functions in such manner as may be provided by law.

### 憲法改正草案要綱
「憲法改正草案要綱」、国立国会図書館「日本国憲法の誕生」。

第三天皇ノ国務ニ関スル行為ハ凡テ内閣ノ輔弼賛同ニ依リ内閣ハ其ノ責ニ任ズルコト

### 憲法改正草案
「憲法改正草案」、国立国会図書館「日本国憲法の誕生」。

第三条天皇の国務に関するすべての行為には、内閣の補佐と同意を必要とし、内閣がその責任を負ふ。

### 帝国憲法改正案
「帝国憲法改正案」、国立国会図書館「日本国憲法の誕生」。

第三条天皇の国務に関するすべての行為には、内閣の助言と承認を必要とし、内閣が、その責任を負ふ。

## 関連条文
- 日本国憲法第1条 - 象徴天皇制
- 日本国憲法第4条
- 日本国憲法第7条 - 国事行為
- 大日本帝国憲法第55条